# Arbalétrier (histoire militaire)

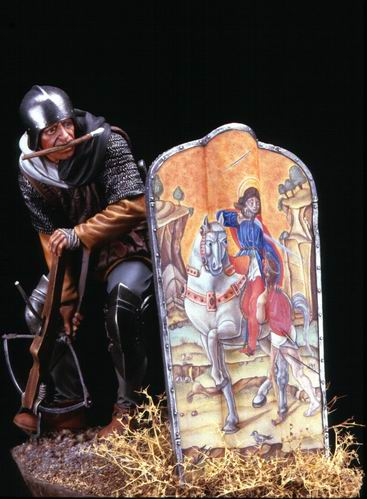
Représentation d'un arbalétrier rechargeant son arme à l'abri de son pavois fiché en terre.

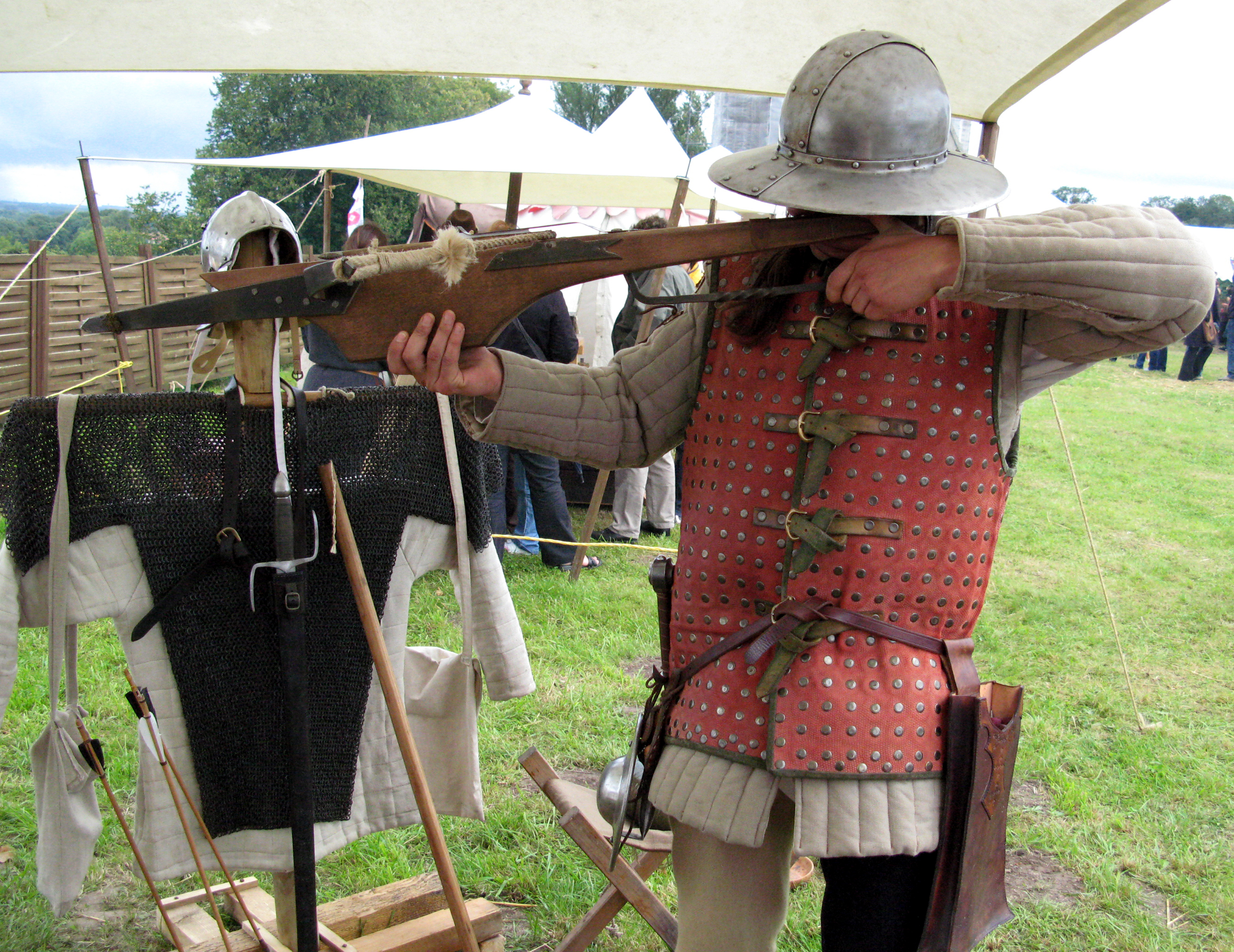
Reconstitution d'un arbalétrier des.

Pour les articles homonymes, voir Arbalétrier.
L'arbalétrier est un soldat de l'armée féodale muni d'une arbalète. Il fut très largement utilisé par les Français, lors des Croisades et de la guerre de Cent Ans, souvent comme mercenaire principalement génois (recruté à Gênes et dans diverses villes et pays du nord-ouest de l'Italie).
Son emploi en rase-campagne était médiocre, dû essentiellement à la lenteur du rechargement de l'arbalète et s'avérait donc plus efficace lors des sièges. Richard Cœur de Lion mourut ainsi au siège de Châlus et Jeanne d'Arc fut blessée d'un carreau en assiégeant Paris.
Le cranequinier est un arbalétrier muni d'une arme dont l'arc (composite ou en acier) nécessite un appareil puissant et mobile pour le tendre. Les cranequiniers servaient à pied ou à cheval selon le moyen de tension utilisé. Les cranequiniers à cheval tiraient et retendaient leur arme depuis leur selle, comme l'atteste notamment la bataille de Montlhéry en 1465.
Le pavesier est un valet muni de grands boucliers (targes, pavois) protégeant les arbalétriers.
Maître arbalétrier : l’office de Maître des arbalétriers était considérable en France dès le temps de Saint Louis. Il avait le commandement sur les gens de pied. Du Tillet dans son Recueil des Rois de France et de leur couronne, chapitre des Connétables, sur le fin, et Pasquier dans ses Recherches, disent qu’il était ainsi nommé, parce que les arbalétriers étaient les plus estimés entre les gens de pied, les principales forces des armées françaises constituant en archers et arbalétriers. Le premier de ces auteurs ajoute que c’était un office et non une commission, et que le colonel de l'infanterie lui a succédé. Il avait encore la surintendance sur tous les offices qui avaient charge pour les machines de guerre avant l’invention et usage de la poudre et de l’artillerie. Il est difficile d’établir plus précisément en quoi consistaient ses fonctions et son autorité et dans quel temps il a été connu sous le titre de « Grand Maître des Arbalétriers ». Ce que l’on a de plus certain est que sur un débat entre le Maréchal de Boucicault et Jean sire de Hangest, dans lequel les arbalétriers, archers et canonniers soutenaient qu’ayant pour supérieurs les Maîtres des arbalétriers et de l’artillerie, ils n’étaient point dépendants des maréchaux de France. C’est le 22 avril 1411, que le roi Charles VI de France jugea qu’ils étaient et demeureraient à toujours sous la charge des maréchaux au fait de la guerre.
Une des premières références d’un Maître arbalétrier sous Saint Louis remonte à février 1233, dans un acte en latin confirmant une rente pour les héritiers de feu « Illustre Maître des arbalétriers Jean de Surie », originaire de Lorris-en-Gâtinais (Loiret).

## Histoire
On parle pour la première fois de la milice des arbalétriers en France sous Louis le Gros. Le deuxième concile de Latran interdit l'arbalète comme une invention trop meurtrière. Richard Cœur de Lion et Philippe-Auguste ne tinrent pas compte : les arbalétriers rendirent de grands services à la bataille de Bouvines (1214). Bientôt ils eurent un Grand-Maître (voir ci-dessus).
Les compagnies d'arbalétriers de Rouen, Tournai et Paris, servirent de modèle à celles qui se formèrent dans les villes du Nord de la France, à Laon, Beauvais, Compiègne, Béthune, etc. On tenait à honneur d'entrer dans ces compagnies. Du Guesclin était de celle de Rennes.
Les changements introduits au XVe siècle dans l'organisation militaire ne firent pas complètement disparaitre les arbalétriers. Une compagnie fit merveille à Marignan sous François Ier de France ; d'autres aidèrent Bayard à défendre Mézières contre les Impériaux ; les arbalétriers de Crépy combattirent à Saint-Quentin avec Coligny ; ceux de Montdidier repoussèrent le grand Condé en 1653 ; les compagnies de Picardie prirent part, sous Louis XIV, aux sièges de Saint-Omer, d'Arras et de Dunkerque. Mais, en général, jusqu’à la fin du XVIIIe siècle, les arbalétriers ne servirent qu'à maintenir le bon ordre dans les villes.